# Llista de clubs d'escacs gironins
La Llista de clubs d'escacs gironins inclou els clubs d'escacs que conformen la territorial gironina de la Federació Catalana d'Escacs tant els que estiguin actius en l'actualitat com els que hagin existit en el passat.

## Dades dels clubs
| Club                               | Lloc                    | Adreça                     | web                                                      | Anys actiu        |
| ---------------------------------- | ----------------------- | -------------------------- | -------------------------------------------------------- | ----------------- |
| Club Escacs Guixolenc              | Sant Feliu de Guíxols   | Passeig del Mar, 36-38     | web antiga Arxivat 2014-03-22 a Wayback Machine.         | 1931 - actualitat |
| Club Escacs Royal                  | Figueres                | ?                          | -                                                        | 1932 - 1994       |
| Club Escacs Girona                 | Girona                  | Carrer Albareda, 7         | -                                                        | 1948 - 1995       |
| Club Escacs Olot                   | Olot                    | Passeig d'en Blay,6        | escacsolot.cat                                           | 1948 - actualitat |
| Penya d'Escacs Sant Jordi          | Figueres                | ?                          | -                                                        | 1956 - 1994       |
| Club Escacs Montgrí                | Torroella de Montgrí    | c/major, 31                | clubescacsmontgri.com                                    | 1972 - actualitat |
| Club Escacs Salt                   | Salt                    | ?                          | -                                                        | 1974 - 1995       |
| Club Escacs Cassà                  | Cassà de la Selva       | Carrer Susvalls,33         | blog                                                     | 1978- actualitat  |
| Club Escacs Avenir Fanalenc        | Platja d'Aro            | ?                          | -                                                        | 1984 - ?          |
| Club Escacs Els Palaus             | Agullana                | C/Darnius, 22              | -                                                        | 1994 - 2015       |
| Club Escacs Figueres               | Figueres                | Poeta Marquina, 2          | escacsfigueres.com Arxivat 2014-03-22 a Wayback Machine. | 1994 - actualitat |
| Club Escacs Salt i Girona          | Salt                    | c/. Albareda, 7-1          | cesig.org                                                | 1995 - 2015       |
| Club Escacs Gerunda                | Girona                  | Carrer Saragossa,27        | escacsgerunda.cat Arxivat 2014-05-17 a Wayback Machine.  | 1995 - actualitat |
| Club Escacs Santa Eugènia          | Girona                  | Carrer Santa Eugènia ,146  | https://www.escacsstaeugenia.cat/                        | 1997 - actualitat |
| Club Escacs Santa Pau              | Santa Pau               | Plaça de Sant Roc, 4       | -                                                        | 2012 - actualitat |
| Club Escacs Platja d'Aro           | Castell - Platja d'Aro  | c/Marina, 7                | platjadarochessclub.cat                                  | 2012 -actualitat  |
| Club Escacs Peralada               | Peralada                | Camí de la garriga, 2      | -                                                        | 2013 - 2015       |
| Club Escacs Hostalric              | Hostalric               | Ravalet,71                 | -                                                        | 2013 - actualitat |
| Club Escacs Alt Empordà            | Figueres                | Ronda del Rector Arolas, 4 | -                                                        | 2014 - 2015       |
| Club Escacs Illes Medes            | L'Estartit              | Carrer del Port, 46        | -                                                        | 2014 - 2015       |
| Club Escacs Marítim Blanes         | Blanes                  | Canigó, 1                  | -                                                        | 2016 - actualitat |
| Club Escacs Alt Empordà - Peralada | Figueres                | -                          | -                                                        | 2016 - actualitat |
| Club Escacs Atzucac                | Figueres                | -                          | -                                                        | 2017 - actualitat |
| Club Escacs Fornells               | Fornells de la Selva    | Plaça Catalunya, s/n       | -                                                        | 2017 - actualitat |
| Club Escacs Banyoles               | Banyoles                | Carrer del Canat, s/n      | escacsbanyoles.com Arxivat 2016-02-14 a Wayback Machine. | ? - actualitat    |
| AVAP                               | Girona                  | barri de Vista Alegre      | -                                                        | ? - 1995          |
| Club Escacs Atzugàvers             | Celrà                   | -                          | -                                                        | ? - 1995          |
| Club Escacs Tordera                | Tordera                 | Ciutadans, 16 1r           | escacstordera.com                                        | ? - actualitat    |
| Club Escacs Vilobí                 | Vilobí                  | Carrer Madrenys, 5         | vilobi.es Arxivat 2014-03-22 a Wayback Machine.          | ? - actualitat    |
| Club Escacs Cadaqués               | Cadaqués                | ?                          | -                                                        | ? - ?             |
| Club Escacs La Bisbal              | La Bisbal d'Empordà     | Doctor Robert, 1           | -                                                        | ? - actualitat    |
| Club Escacs L'Escala               | L'Escala                | Garbí, 6                   | -                                                        | ? - actualitat    |
| Club Escacs 12 Castells            | Llers                   | c/nou, 1                   | 12castells                                               | ? - actualitat    |
| Club Escacs Caldenc                | Caldes de Malavella     | Sant Grau, 19              | -                                                        | ? - actualitat    |
| Club Escacs Blanes                 | Blanes                  | Mas Cuní, 43               | escacsblanes.cat                                         | ? - actualitat    |
| Club Escacs Sant Pere Pescador     | Sant Pere Pescador      | Pl. Catalunya, 1 1r. pis   | -                                                        | ? - 2014          |
| Club Escacs Palafolls              | Palafolls               | Francesc Macia, 1          | -                                                        | ? - actualitat    |
| Club Escacs Lloret                 | Lloret de Mar           | Avda. Vidreres 58          | blog                                                     | ? - actualitat    |
| Club Escacs Palafrugell            | Palafrugell             | Pl. Mirepoix 5             | escacspalafrugell@gmail.com                              | 1935-actualitat   |
| Club Escacs Llançà                 | Llançà                  | ?                          | -                                                        | ? - ?             |
| Club Escacs Vidreres               | Vidreres                | Carrer Casino, s/n         | -                                                        | ? - ?             |
| Club Escacs Farners                | Santa Coloma de Farners | ?                          | -                                                        | ? - ?             |
| Club Escacs Cellera                | Cellera de Ter          | Plaça de la Vila, 1        | -                                                        | ? - ?             |
| Club Escacs Sant Gregori           | Sant Gregori            | C/Rocacorba,6              | -                                                        | ? - actualitat    |
| Club Escacs Peons de Tossa         | Tossa de Mar            | Nou, 43                    | https://peonsdetossa.blogspot.com.es/                    | 2017-actualitat   |
| Club Escacs Bescano                | Bescanó                 |                            |                                                          | ? - ?             |
| Club Escacs Portbou                | Porbou                  |                            |                                                          | ? - ?             |
| Club Escacs Costa Brava            | Sant Antoni de Calonge  |                            |                                                          | ? - ?             |

## Història i informacions dels clubs
Club d´escacs Palafrugell 
El club d´escacs Palafrugell és un dels clubs més antics de la provincia de Girona. Es va fundar l'any 1935 per una colla d´amics que es reunien al Centre Fraternal per fer la seva partida d´escacs.
Un dels socis fundadors del club va ser el Calellenc Joan gelpí Casademont a qui li dediquem el memorial Open costa Brava.
Diferents moments significatius d´aquesta entitat, amb 81 anys d´història son, per exemple que l'any 1947, el MI Antoni Medina va fer unes simultàneas contra 25 taulers al Centre Fraternal, i a l'any 1948 va ser el Gran Arturito Pomar qui es va encarregar de fer unes simultàneas de 25 taulers.
No obstant,l´esdeveniment més destacat en aquells primers anys (1945/46) foren les partides simultàneas que va donar el Gran Mestre internacional Alhekine.
L´any 1943, es va organitzar el I Open Costa Brava, amb la participació de 16 jugadors que amb els temps va convertir-se en un dels torneigs de més prestigi de la provincia.
L´any 1992, per raons internes del Club, es va deixar d'organitzar, durant 11 anys i en 2003 es va reinciar fins a dia d´avui amb una participación de 96 jugadors d´arreu de la provincia.
El presidents cronologics de la entitat han sigut : Serra, Ferran Muñoz(6 anys)Josep Illa(3 anys),Joan Piera(5 anys),Albert Adam (4 anys),Joaquim Piera(4 anys),Joan Mató (8 anys),Albert Adam (4 anys),Francesc Nuñez(5 anys), Luis Barea (4 anys) i a l'actualitat el jove Enric Deulofeu que ja en porta 6 anys.
Al´actualitat el Club disposa d'uns 40 socis-jugadors i disposa d´un local a la plaça Mirepoix núm. 5 de Palafrugell a on conservem una interessant biblioteca de llibres d´escacs i a on es imparteixen clases d´escacs tants als mes joves com als adults.
El Club d´escacs Palafrugell participa anualment al campionat per equips de Catalunya tinguen el Equip C i equip B a la categoría de Tercera Provincial i del equip A que es a Preferent.

### Club Escacs Olot
El Club Escacs Olot es fundà al 13 d'agost de 1948 a la ciutat d'Olot. Entre altres títols, el 1976 del Campionat d'Espanya per equips de Segona Divisió, el 1977 va aconseguir ser Campió de Primera Divisió de la Lliga Catalana d'Escacs i el 1r Campionat de Catalunya Infantil, el 1980 un subcampionat d'Espanya per Equips, a Santander i l'any 2013 van aconseguir quedar campions de la Copa CatalanaTerritorial de Girona, per primer cop a la història del club, amb un equip format per: Jordi Pagès, Jordi Triadú, Sergi Vinardell i Eduard Aymerich.
Actualment el club organitza l'Obert Internacional Ciutat d'Olot d'escacs actius cada últim diumenge de juliol, dins el Circuit Català d'Oberts Internacionals d'Escacs que organitza la Federació Catalana d'Escacs.

### Club Escacs Gerunda

Escut del Club Escacs Gerunda

El Club Escacs Gerunda és un club de la ciutat Girona presidida per en Josep Serra i Palomar després de la defunció del senyor Antoni Medinyà el 2009. El Gerunda és fundat el 15 de juliol del 1995 de la fusió del CE Atzugàvers, de l'AVAP i la incorporació d'alguns jugadors del Club Escacs Santa Eugènia.

### Club Escacs Montgrí
El Club Escacs Montgrí és fundat el 1972 i amb raó social al carrer Major,31 (Casa Pastors). El primer president del club va ser en Josep Garriga. El Club Escacs Montgrí està adherida a la Federació Catalana d'Escacs agrupat dins la territorial gironina. Va organitzar tres edicions de l'Obert Internacional d'Escacs Illes Medes als anys 2006, 2007 i 2008. Actualment organitza dos torneigs escolars a l'any pels nens i nenes d'entre 6 i 12 anys.

### Club Escacs Salt i Girona

Escut del Club Escacs Salt i Girona

El Club Escacs Salt i Girona és fundat el 1995 com a resultat de la fusió del Club Escacs Salt (aquest fundat el 1974 amb Nemesi Viñas com a primer president) i el Club Escacs Girona, que aleshores una part d'aquest club va anar al nou club gironí Gerunda. Des dels inicis, els saltencs han anat organitzant any rere any l'Obert d'Escacs Restaurant Vilanova de Salt amb molta participació, fins a trenta-set edicions, la darrera el 2011 amb 65 participants.

### Club Escacs Banyoles
El Club Escacs Banyoles és un dels històrics de la demarcació amb raó social al Carrer del Canat, s/n de Banyoles. Aconseguí l'ascens a la segona divisó catalana el 1984 de la mà de la família Muratet. La desfeta a segona divisió a la temporada 1986 fa que el club desaparegui. Es refunda de nou el 1996 essent com a president Lluís Muratet i Miracle, i després de la seva mort subtada al 14 d'agost del 2003, el succeeix el seu fill Elias Muratet Esteban. Durant deu anys, del 1998 al 2007, cada estiu a l'Hotel Mirallac tenia lloc l'Open Internacional d'Escacs Ciutat de Banyoles, amb molt de nivell i participació. A l'edició del 2006, varen tenir l'honor de la participació de Víktor Kortxnoi que guanyà el torneig. La darrera edició del 2007 hi participaren pràcticament la totalitat dels millors jugadors de Catalunya.

### Club Escacs Guixolenc

Escut del Club Escacs Guixolenc

El Club Escacs Guixolenc és fundat al setembre del 1931 essent-ne el primer president en Josep Saura Vila. L'any 1980 l'equip queda entre els 15 millors de Catalunya (jugant la promoció a la 1a categoria catalana). És campió de la Copa Catalana l'any 1985, i de la Copa Catalana 1a. Categoria provincial l'any 1986. L'any 2013 aconsegueixen el campionat de preferent de les comarques gironines i assoleixen l'ascens a la segona divisió de la Lliga Catalana d'Escacs.

### Club Escacs Figueres

Escut del Club Escacs Figueres

El Club Escacs Figueres és fundat el 1994 com a resultat de la fusió de dos històrics clubs figuerencs: El Club Escacs Royal i el Club Escacs Sant Jordi. El primer equip del club ha assolit diverses temporades jugar a la Divisió d'Honor de la Lliga Catalana d'Escacs. El club disposa d'una escola d'escacs, i els seus alumnes participen habitualment als campionats de Catalunya d'edats. Des del 1999 el C.E.Figueres organitza l'Obert Internacional d'Escacs de Figueres Miquel Mas que es juga al Castell de Sant Ferran i que és computable pel Circuit Català d'Oberts.

### Club Escacs Fornells de la Selva
El Fornells Club d'Escacs és fundat el 2016 com a resultat d'un buit a la població d'aquest joc ciència. El primer equip ha anat ascendit anualment de categoria, començant a la tercera divisió i ocupant actualment plaça a la primera categoria Gironina.
Va ser campió de la Copa Catalana per equips l'any 2018 i 2019 a Girona a la tercera i segona categoria respectivament i sotcampió de Catalunya a la mateixa, l'any 2018.